# Monoblastus apicalis
Monoblastus apicalis là một loài tò vò trong họ Ichneumonidae.